# Axel Key
Ernst Axel Henrik Key, född 25 oktober 1832 på Johannisberg i Flisby socken, Jönköpings län, död 27 december 1901 i Stockholm, var en svensk patolog, riksdagsman, skriftställare och rektor vid Karolinska Institutet.

## Biografi
Key skrevs in vid Lunds universitet 1848 och avlade där medicine kandidatexamen 1855 och medicine licentiatexamen 1857. Han promoverades till medicine doktor 1862 efter att ha disputerat året dessförinnan med avhandlingen Om smaknervernas förändring i grodtungan. Under tiden som doktorand befann han sig en tid i Berlin, där han var assistent hos den darwinistiske och liberale Rudolf Virchow vid dennes patologiska institution på Charitésjukhuset. Åren 1860–1861 studerade han också för Max Schultze i Bonn.
Redan året före Key erhöll doktorstiteln, utsågs han till tillfällig professor i patologisk anatomi vid Karolinska institutet, och 1862 utsågs han till ordinarie professor. Bland hans insatser var att ordna för ett patologiskt laboratorium för institutionen, och han införde cellulärpatologin i den svenska medicinvetenskapen.
Åren 1875–1876 utgav han tillsammans med Gustaf Retzius Studien in der Anatomie des Nervensystems und des Bindegewebes, för vilket de erhöll pris av Institut de France och fick internationell uppmärksamhet. Med detta verk kom de att förnya neurologin och neurokirurgin.
Möjligen genom påverkan av Virchow, var Key liberal, och inträdde i andra kammaren 1882, där han satt med i läroverkskommittén. I denna position verkade Key för att förbättra hygienen i skolorna, och kunde bevisa att somliga elever var psykiskt och fysiskt överansträngda; en banbrytande människosyn för sin tid. Han lämnade riksdagen 1887.
Under åren 1882–1885 författade Key en över 800 sidor lång medicinsk och socialvetenskaplig undersökning av de svenska skolbarnens hälsotillstånd. Denna räknas som ett av sin samtids mest inflytelserika och genomarbetade verk, och kom under lång tid att ligga till grund för hur hygieniska undersökningar skulle genomföras i Sverige. I undersökningen fann Key att skolbarnen blev sjukare ju högre upp i ålder de kom. Han fann att så mycket som 80 procent av eleverna var långvarigt sjuka. Dock räknades på den tiden även närsynthet som långvarig sjukdom och när man tar bort detta blir resultatet att uppemot 60 procent av skolbarnen led av någon form av långvarig sjukdom. För sin insats med undersökningen belönades han med Svenska Läkaresällskapets årspris 1893.
Key var rektor för Karolinska institutet 1886–1897. Han kämpade för att institutet skulle uppnå full likställdhet med de medicinska fakulteterna, något som dock ej förverkligades under denna period. Han gjorde sig även bemärkt där genom sina tal vid professorsinstallationerna, som behandlade den svenska medicinalhistorien.
Även som skriftställare och kulturperson var Key en pionjär. Han grundade Medicinskt Archiv 1863 med några arbetskamrater vid KI, 1869 dess efterföljare Nordiskt medicinskt arkiv, och den populärvetenskapliga Ur vår tids forskning tillsammans med Retzius. År 1862 bildade han och Harald Wieselgren Sällskapet Idun. Han var nära vän med Artur Hazelius och stod bakom denne vid bildandet av Nordiska museet och Skansen.
Key var ledamot av Kungliga Vetenskapsakademien (1871), Fysiografiska sällskapet i Lund (1878), Vetenskaps- och vitterhetssamhället i Göteborg (1878), Vetenskapssocieteten i Uppsala (1880) och blev filosofie hedersdoktor vid Köpenhamns universitet 1879. Key var preses vid Vetenskapsakademien 1887–1888.
Axel Keys far Henrik Key var kapten. De var avlägset släkt med författaren Ellen Key. Modern hette Caroline Vilhelmine Åberg och var syster till Gustaf Åberg. Han var gift med Selma Charlotta Godenius, med vilken han fick sönerna Helmer Key, tidningsman, och Einar Key, kirurg. Dottern Elise var gift med Carl August Ljunggren. Axel Key var kusin till Ivar Key och farbror till Leonhard och Kerstin Key samt morbror till Algot och Karl Key-Åberg. Han är begraven på Solna kyrkogård.